# 希夫韦勒
希夫韦勒（德語：Schiffweiler，發音：[ˈʃɪfvaɪlɐ] ⓘ）是德国萨尔兰州诺因基兴县的市镇，面积21.42平方千米，2023年12月31日人口为15,537人。